# Jaime Izquierdo
Jaime Izquierdo Vallina (Infiesto, Asturias, 1958) es un geólogo y escritor asturiano defensor de los valores y la conservación de la vida en el mundo rural y de la naturaleza, preocupado por su conflictiva coexistencia con el nuevo mundo urbano, como exhibe repetidamente en toda su obra.

## Biografía
Jaime Izquierdo Vallina se licenció en Geología en la Universidad de Oviedo. Posteriormente ha desarrollado su carrera profesional fundamentalmente trabajando para el Gobierno del Principado de Asturias y los ayuntamientos de Llanes y Langreo, siempre en áreas relacionadas con el Medio Ambiente y la gestión y conservación de los recursos naturales.
Tanto en relación con esta labor como en sus trabajos más personales, ha escrito multitud de artículos y libros en torno a esta temática, siempre con un trasfondo conservacionista y respetuoso con el medio rural y las tradiciones. En la misma línea, ha impartido numerosas conferencias y cursos.
Sus investigaciones y enfoques ponen especial interés en la búsqueda de soluciones al desencuentro entre los mundos rural y urbano-industrial.
Ha sido asesor para el Ministerio de Medio Ambiente y Medio Rural y Marino. Actualmente es Comisionado para el Reto Demográfico en el Gobierno del Principado de Asturias.

## Libros (selección)
- 1999. El país de Celso Amieva.
- 2002. Manual para agentes de desarrollo rural: ideas y propuestas para moverse entre la conservación del patrimonio y el desarrollo local. Ensayo.
- 2005. El regreso del señor Hoffmann y otros relatos de ambiente entero (colección de relatos)[6]
- 2006. Marqueses, funcionarios, políticos y pastores: crónica de un siglo de desencuentros entre naturaleza y cultura en Los Picos de Europa.
- 1999. El país de Celso Amieva.
- 2008. Asturias, región agropolitana. Las relaciones campo ciudad en la sociedad posindustrial (Editorial KRK). Ensayo.
- 2012. La casa de mi padre. (KRK Ediciones)<[7]
- 2013. La conversación cultural de la naturaleza. Ensayo. (KRK Ediciones)[8]

## Premios
- 1991. Viena. Premio europeo “Henry Ford - Fundación Británica de la Conservación” por la propuesta de Plan de Ecodesarrollo para el oriente de Asturias.
- 2000. Premio de Investigación Adolfo Posada por la obra ‘’Manual para Agentes de Desarrollo Rural: ideas y propuestas para moverse entre la conservación del patrimonio y el desarrollo local’’.
- 2001. Premio de ensayo “Mundo rural, aldea global” de la Fundación Tierra, por el trabajo ‘’’Media docena

de propuestas para la aldea del siglo XXI’’’. 
- 2003. Premio de la Fundación César Manrique a proyectos ambientales alternativos por el diseño del ‘’Programa

para la recuperación del pastoreo tradicional en los Picos de Europa’’ (Programa PASTORES XXI)
- 2012. Segundo premio en el concurso de cortometrajes de Cine Rural de Dos Torres (Córdoba), por su guion para Porque eres Masovera (dirigida por Tom Fernández[9]